# York (New York)
York è un comune degli Stati Uniti d'America, situato nello stato di New York, nella contea di Livingston.